# شورای عالی استان‌ها
شورای عالی استان‌ها، بزرگترین نهاد شورایی در ساختار سیاسی جمهوری اسلامی ایران است. اعضای این شورا متشکل از نماینده شورای هر استان است که از بین نمایندگان شوراهای شهر و روستا انتخاب شده‌اند.

## ریاست شورای عالی استان‌ها
ریاست این شورا از ۲۰ شهریور ۱۴۰۳ بر عهده موسی‌الرضا حاجی‌بگلو است. پیش از این شهرام دبیری در سال سوم در دوره ششم به مدت کمتر از یک‌سال، پرویز سروری در سال اول و دوم در دوره ششم به مدت ۲ سال، علیرضا احمدی با شکست مرتضی الویری در سال سوم و چهارم دوره پنجم شوراهای اسلامی شهر و روستا ریاست شورای عالی استان‌ها را به مدت ۲ سال بر عهده گرفت و مهدی چمران نیز در دوره‌های دوم، سوم و چهارم شوراهای اسلامی شهر و روستا به مدت ۱۲ سال ریاست این شورا را عهده‌دار بود.
رؤسای شورای عالی استان‌ها از آغاز تا به امروز به ترتیب، منصور روشناسی، مهدی چمران، غلامرضا بصیری‌پور، مرتضی الویری، علیرضا احمدی، پرویز سروری، شهرام دبیری اسکویی و موسی‌الرضا حاجی‌بگلو هستند.

## پیش‌زمینۀ قانونی
فصل هفتم قانون اساسی ایران به شوراها اختصاص دارد. این فصل شامل اصول صدم تا صد و ششم قانون اساسی هستند:
اصل ۱۰۰: برای پیشبرد سریع برنامه‌های اجتماعی، اقتصادی، عمرانی، بهداشتی، فرهنگی، آموزشی و سایر امور رفاهی از طریق همکاری مردم با توجه به مقتضیات محلی، اداره امور هر روستا، بخش، شهر، شهرستان یا استان با نظارت شورایی به نام شورای ده، بخش، شهر، شهرستان یا استان صورت می‌گیرد که اعضای آن را مردم همان محل انتخاب می‌کنند. شرایط انتخاب‌کنندگان و انتخاب‌شوندگان و حدود وظایف و اختیارات و نحوه انتخاب و نظارت شوراهای مذکور و سلسله مراتب آنها را که باید با رعایت اصول وحدت ملی و تمامیت ارضی و نظام جمهوری اسلامی و تابعیت حکومت مرکزی باشد قانون معین می‌کند.
اصل ۱۰۱: به منظور جلوگیری از تبعیض و جلب همکاری در تهیه برنامه‌های عمرانی و رفاهی استان‌ها و نظارت بر اجرای هماهنگ آنها، شورای‌عالی استان‌ها مرکب از نمایندگان شوراهای استان‌ها تشکیل می‌شود. نحوه تشکیل و وظایف این شورا را قانون معین می‌کند.
اصل ۱۰۲: شورای عالی استان‌ها حق دارد در حدود وظایف خود طرح‌هایی تهیه و مستقیماً یا از طریق دولت به مجلس شورای اسلامی پیشنهاد کند. این طرح‌ها باید در مجلس مورد بررسی قرار گیرد.
اصل ۱۰۳: استانداران، فرمانداران، بخشداران و سایر مقامات کشوری که از طرف دولت تعیین می‌شوند در حدود اختیارات شوراها ملزم به رعایت تصمیمات آنها هستند.
اصل ۱۰۴: به منظور تأمین قسط اسلامی و همکاری در تهیه برنامه‌ها و ایجاد هماهنگی در پیشرفت امور در واحدهای تولیدی، صنعتی و کشاورزی، شوراهایی مرکب از نمایندگان کارگران و دهقانان و دیگر کارکنان و مدیران، و در واحدهای آموزشی، اداری، خدماتی و مانند اینها شوراهایی مرکب از نمایندگان اعضا این واحدها تشکیل می‌شود. چگونگی تشکیل این شوراها و حدود وظایف و اختیارات آنها را قانون معین می‌کند.
اصل ۱۰۵: تصمیمات شوراها نباید مخالف موازین اسلام و قوانین کشور باشد.
اصل ۱۰۶: انحلال شوراها جز در صورت انحراف از وظایف قانونی ممکن نیست. مرجع تشخیص انحراف و ترتیب انحلال شوراها و طرز تشکیل مجدد آنها را قانون معین می‌کند. شورا در صورت اعتراض به انحلال حق دارد به دادگاه صالح شکایت کند و دادگاه موظف است خارج از نوبت به آن رسیدگی کند.

## دوره‌ها
از سال ۱۳۷۸ تاکنون (۱۴۰۰) شش دوره انتخابات شهر و روستا برگزار شده و دوره‌های زیر تشکیل یافته‌است:
- دورهٔ اول: ۱۳۷۸–۱۳۸۲
- دورهٔ دوم: ۱۳۸۲–۱۳۸۶
- دورهٔ سوم: ۱۳۸۶–۱۳۹۲
- دورهٔ چهارم: ۱۳۹۲–۱۳۹۶
- دورهٔ پنجم: ۱۳۹۶–۱۴۰۰
- دورهٔ ششم: ۱۴۰۰–۱۴۰۵

## اعضای شورای عالی استان‌ها (دوره پنجم)
| ردیف | نام                     | استان               | شهر             |
| ۱    | غلامرضا ضیایی           | اردبیل              | نیر             |
| ۲    | پویا مجرد               | اردبیل              | پارس‌آباد        |
| ۳    | حسنعلی مبینی‌نژاد        | اصفهان              | کوهپایه         |
| ۴    | عباس محمدصالحی          | اصفهان              | فریدن           |
| ۵    | حسین میرزاییان          | اصفهان              | نطنز            |
| ۶    | حامد صادقیان            | البرز               | طالقان          |
| ۷    | رضا فیروز رنجبر         | البرز               | کرج             |
| ۸    | محمدحسین محمدمیرزا      | البرز               | مشکین‌دشت        |
| ۹    | حمدالله بیگی            | ایلام               | ملکشاهی         |
| ۱۰   | مظفر میرزاد             | ایلام               | ایلام           |
| ۱۱   | وحید پورقاسم            | آذربایجان شرقی      | ملکان           |
| ۱۲   | بهبود جعفری             | آذربایجان شرقی      | اهر             |
| ۱۳   | ابوالقاسم داداشلو       | آذربایجان شرقی      | مرند            |
| ۱۴   | مصطفی احمدزاده          | آذربایجان غربی      | مهاباد          |
| ۱۵   | حمید پاکی               | آذربایجان غربی      | سلماس           |
| ۱۶   | سعید دیلمقانی           | آذربایجان غربی      | نقده            |
| ۱۷   | طه دشتی مطلق            | بوشهر               | بندر کنگان      |
| ۱۸   | سید علی‌اکبر فاطمی       | بوشهر               | دشتی -کاکی      |
| ۱۹   | مرتضی الویری            | تهران               | تهران           |
| ۲۰   | ناصر عبدی آذر           | تهران               | تهران- اسلامشهر |
| ۲۱   | محمد قانبیلی            | تهران               | تهران- پردیس    |
| ۲۲   | علیرضا کبیری            | تهران               | تهران- پاکدشت   |
| ۲۳   | لطف‌اله شیخ‌سامانی        | چهارمحال و بختیاری  | سامان           |
| ۲۴   | مهدی محمودی             | چهارمحال وبختیاری   | لردگان          |
| ۲۵   | حسین اکبری              | خراسان جنوبی        | فردوس           |
| ۲۶   | محمود امینی             | خراسان جنوبی        | طبس             |
| ۲۷   | علی‌محمد الهیاری         | خراسان رضوی         | تربت حیدریه     |
| ۲۸   | احمد بهشتیان            | خراسان رضوی         | خلیل‌آباد        |
| ۲۹   | سید حسین علوی‌نسب        | خراسان رضوی         | نیشابور         |
| ۳۰   | علیرضا ایزدی            | خراسان شمالی        | جاجرم           |
| ۳۱   | محمدکاظم شاکری          | خراسان شمالی        | شیروان          |
| ۳۲   | احمد زمانپور            | خوزستان             | مسجد سلیمان     |
| ۳۳   | سعید سیلاوی             | خوزستان             | هویزه           |
| ۳۴   | سید محسن موسوی‌زاده      | خوزستان             | اهواز           |
| ۳۵   | جلیل جعفری              | زنجان               | آب‌بر            |
| ۳۶   | مرتضی صالحی‌نژاد         | زنجان               | خرمدره          |
| ۳۷   | محمد برزه‌کار            | سمنان               | شهمیرزاد        |
| ۳۸   | رضا شاه‌حسینی            | سمنان               | سمنان           |
| ۳۹   | عزیز سارانی             | سیستان وبلوچستان    | زابل            |
| ۴۰   | امیرحمزه قادری          | سیستان و بلوچستان   | زاهدان          |
| ۴۱   | شه‌بخش گرگیج             | سیستان وبلوچستان    | زاهدان          |
| ۴۲   | محمد احمدی              | فارس                | فراشوند - نوجیم |
| ۴۳   | علی قاسمی               | فارس                | شیراز           |
| ۴۴   | سید عبدالرزاق موسوی     | فارس                | شیراز           |
| ۴۵   | عباس افتخاری            | قزوین               | آوج             |
| ۴۶   | مهدی عبدالرزاقی         | قزوین               | قزوین           |
| ۴۷   | علیرضا احمدی            | قم                  | قم              |
| ۴۸   | حسن شریفی               | قم                  | سلفچگان         |
| ۴۹   | یوسف اسدی               | کردستان             | سنندج           |
| ۵۰   | هه‌لاله امینی            | کردستان             | مریوان          |
| ۵۱   | بهرام امیری             | کرمان               | جیرفت           |
| ۵۲   | مهرداد امینی‌زاده        | کرمان               | بافت            |
| ۵۳   | علی هاشمیان             | کرمان               | رفسنجان         |
| ۵۴   | کیومرث خزلی             | کرمانشاه            | قصرشیرین        |
| ۵۵   | سید پیمان موسوی         | کرمانشاه            | کرمانشاه        |
| ۵۶   | فرزاد آذریان            | کهگیلویه و بویراحمد | دهدشت           |
| ۵۷   | حبیب‌اله عاملی مقدم      | کهگیلویه و بویراحمد | گچساران         |
| ۵۸   | حمیدرضا آقاملایی        | گلستان              | گرگان           |
| ۵۹   | تاج‌محمد بخشی‌زاده        | گلستان              | کلاله           |
| ۶۰   | کامبخش مباشر امینی      | گیلان               | رشت             |
| ۶۱   | سید حسین موسوی          | گیلان               | شفت             |
| ۶۲   | فرهاد نیک‌نهاد           | گیلان               | فومن            |
| ۶۳   | علی‌محمد صالحی‌نسب        | لرستان              | خرم‌آباد         |
| ۶۴   | مراد حسین رضایی         | لرستان              | الیگودرز        |
| ۶۵   | سید علی آقامیری         | مازندران            | ساری            |
| ۶۶   | صاحب شریفی اسدی         | مازندران            | سوادکوه         |
| ۶۷   | سید مقیم مقیمی          | مازندران            | بابل            |
| ۶۸   | حسام‌الدین شهیدی         | مرکزی               | اراک            |
| ۶۹   | سعید صوفی               | مرکزی               | اراک            |
| ۷۰   | کیانوش جهانبخش          | هرمزگان             | بندرعباس        |
| ۷۱   | سیدیعقوب دریانورد       | هرمزگان             | درگهان- قشم     |
| ۷۲   | حمید بادامی             | همدان               | همدان           |
| ۷۳   | محمدجمال حجتی           | همدان               | درگزین          |
| ۷۴   | غلامعلی سفید            | یزد                 | یزد             |
| ۷۵   | سید محمود میرابوالقاسمی | یزد                 | بهاباد          |